# John Markham
John Markham (13. června 1761, Westminster – 13. února 1827, Neapol) byl britský admirál. U Royal Navy sloužil od svých čtrnácti let a zúčastnil se několika válečných konfliktů proti Francii. Během své kariéry měl několikrát problém s disciplínou, jednou byl rozhodnutím válečného soudu postaven mimo službu. Později nicméně v administraci Royal Navy zastával funkci prvního námořního lorda (1806–1807). Hodnosti admirála dosáhl již mimo aktivní službu v roce 1819, byl též dlouholetým poslancem Dolní sněmovny.

## Životopis

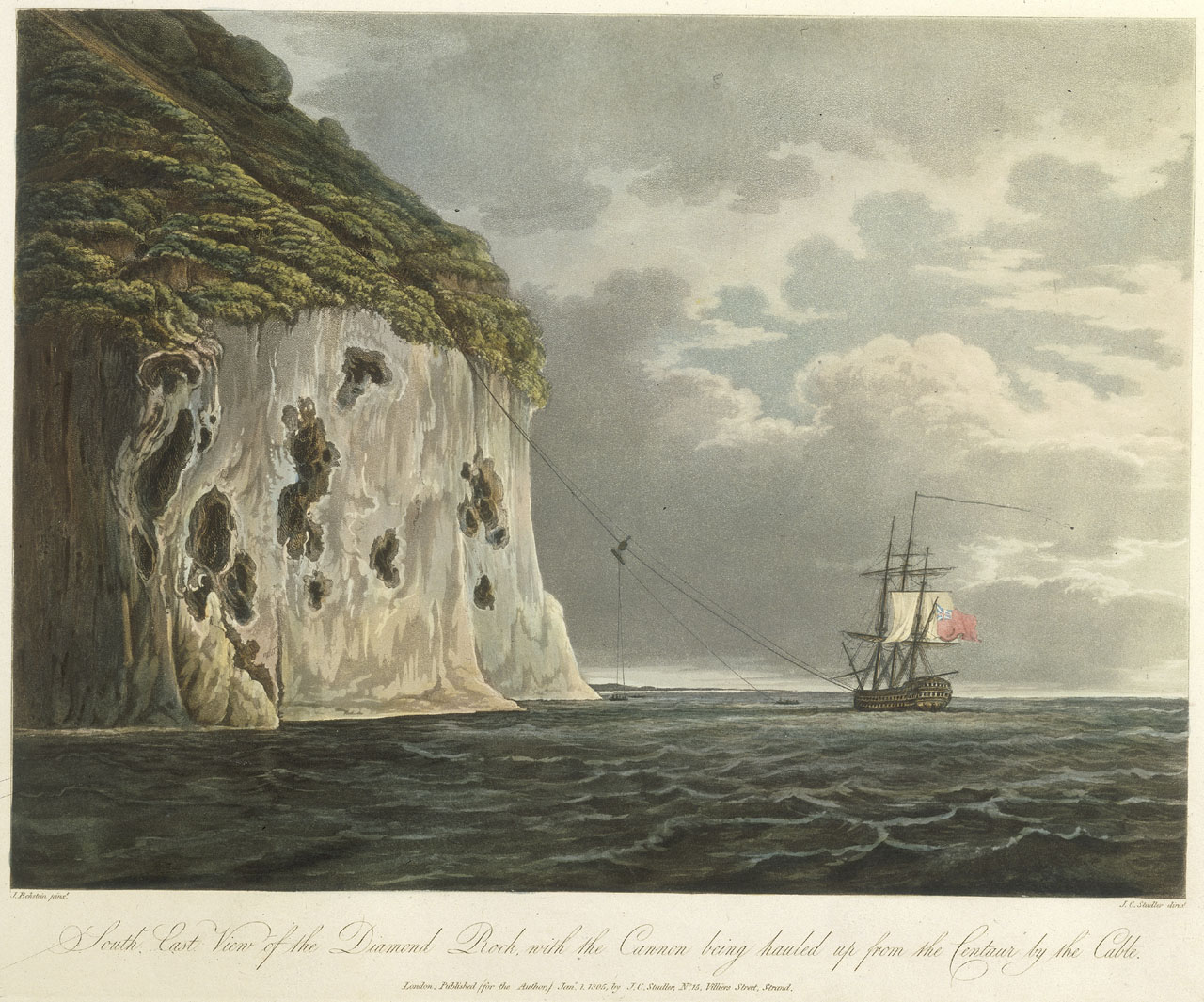
Markhamova vlajková loď HMS Centaur u břehů Martiniku (Národní námořní muzeum v Greenwichi)

Narodil se do početné rodiny dlouholetého yorského arcibiskupa Williama Markhama (1719–1807), který byl mimo jiné vychovatelem pozdějšího krále Jiřího IV. Narodil se ve Westminsteru (jeho otec byl v té době ředitelem prestižního vzdělávacího ústavu Westminster School). Na této škole John také studoval, ale již ve čtrnácti letech vstoupil do Royal Navy (1775). Aktivní službu zahájil během války proti USA v Karibiku, v roce 1777 ustál dobrodružnou plavbu na rozbouřeném moři s malou lodí a francouzskými zajatci. V Anglii byl považován za mrtvého, jeho návrat v roce 1778 byl překvapením pro rodinu. Vzápětí se vrátil do aktivní služby a v roce 1781 byl jmenován poručíkem. U břehů Jamajky vzhledem k signalizačnímu nedorozumění zaútočil na francouzskou loď s anglickými zajatci, načež byl válečným soudem postaven mimo službu (1782). Autoritou admírála Rodneye byl znovu povolán a v roce 1783 dosáhl hodnosti kapitána. Po uzavření míru s Francií (1783) sloužil ve Středomoří. Od roku 1786 byl mimo aktivní službu s polovičním platem a několik let cestoval po světě. Kromě evropských zemí (Francie, Polsko, Rusko) navštívil také Kanadu, do Anglie se vrátil v roce 1792.
Za válek proti revoluční Francii bojoval v Evropě a také v Karibiku, v roce 1796 se na Jamajce nakazil žlutou zimnicí a vrátil se do Anglie. V roce 1797 dostal pod velení zcela novou loď HMS Centaur se 74 děly, na níž se vzápětí musel vypořádat se vzpourou námořníků. Poté krátce sloužil u břehů Irska, odkud byl v roce 1798 převelen do Středozemního moře, aby posílil flotilu admirála Jervise. Jervisem byl vzápětí pokárán za onemocnění velké části posádky v důsledku nedostatečného oblečení. V letech 1798-1799 se zúčastnil několika bojových akcí proti Francii a poté byl převelen do Lamanšského průlivu, což mu umožnilo pobývat často v Plymouthu se svou manželkou. V lednu 1801 byl admirálem Jervisem povolán do vlády a zastával funkci lorda admirality (1801–1804). Téhož roku byl po smrti admirála Hugha Seymoura zvolen v doplňovacích volbách do Dolní sněmovny za přístav Portsmouth a poslancem zůstal až do roku 1818, v politice patřil k whigům. Spolu s Jervisem na admiralitě podnikal kroky k odstranění korupce v námořnictvu, často také vystupoval na půdě parlamentu. V roce 1804 byl povýšen na kontradmirála. V Grenvillově byl znovu lordem admirality a zároveň prvním námořním lordem (1806–1807). V roce 1809 dosáhl hodnosti viceadmirála, ze zdravotních důvodů ale již na moři nesloužil, nakonec byl v roce 1819 povýšen na admirála. Jako whigistický poslanec se ve volbách v roce 1818 vzdal kandidatury za Portsmouth ve prospěch vládního kandidáta admirála Georga Cockburna. V dalších volbách v roce 1820 ale znovu kandidoval a Cockburna porazil, poslancem Dolní sněmovny zůstal do roku 1826. Poté se ze zdravotních důvodů stáhl z veřejného života a nedlouho poté zemřel v Neapoli.
Krátce po jeho úmrtí získala rodina venkovský dům Morland House (Cumberland), který dnes bývá pronajímán pro různá společenské setkání a jako ubytovací zařízení, admirálu Markhamovi je zde jako pamětní síň věnována jedna místnost.
V roce 1796 se oženil s Mary Rice (1773–1810), dcerou dlouholetého poslance Georga Rice (1726–1779). Měli spolu tři syny, z nich prostřední Frederick Markham (1805–1855) sloužil v armádě a za krymské války dosáhl hodnosti generálmajora.